# Brendella pulchra
Brendella pulchra är en mossdjursart som beskrevs av Dennis P. Gordon 1989. Brendella pulchra ingår i släktet Brendella och familjen Arachnopusiidae. Inga underarter finns listade i Catalogue of Life.